# 리밍쉬안
리밍쉬안(중국어 정체자: 李明璇, 병음: Lî Míngxuán, 한자음: 이명선,  1993년 3월 30일~)은 중화민국의 정치인으로, 중국국민당 대변인이다. 